# Csáky Imre (bíboros)
Gróf körösszegi és adorjáni Csáky Imre (Szepesi vár, 1672. október 28. – Szálkapuszta, Nagyvárad mellett, 1732. augusztus 28.) bíboros, kalocsai érsek, költő.

## Életpályája
Csáky István országbíró és második neje, Melith Klára fia. A papi pályára szánt fiút az uralkodó még tízéves kora előtt, 1682. március 2-án címzetes kereki (kurrui) apáttá nevezte ki.

### Tanulmányai
1682. augusztus 5-én belépett az alapítójáról, Kisdy Benedek egri püspökről Kisdyanumnak nevezett papneveldébe, amely akkor a törökök miatt elmenekült egri káptalannal együtt Kassán működött. Kassai tanulása páter Kecskeméty felügyelete mellett (Thököly uralma idején huzamosabb szünettel) 1688-ig tartott.
Ekkor a bécsi egyetemre küldték a Pázmáneumba, melynek öt évig volt hallgatója, s 1691-ben bölcseleti doktorrá avatták. Doktori disputációját maga I. Lipót császár és király is meghallgatta. 1691–1692-ben megkezdte teológiai tanulmányait. Még annak befejezése előtt, 1693. augusztus 6-án a kassai jezsuiták templomában alszerpappá szentelték, s egri kanonok lett.
1693–1695 között Rómában folytatta tanulmányait, hol 1694 őszén a teológia doktorává avatták: ez alkalomból értekezést is adott ki díszes címképpel. Mielőtt Rómát elhagyta, egy kis melodrámát adott ki XII. Ince pápának ajánlva (1695), melynek tárgya Magyarország, a rabláncaiból szabaduló haza. A jól rímelő versekben írt mű egy példánya a bécsi könyvtárban található.

## Papi pályájának kezdete
1695 nyarán érkezett haza, s 1696. május 1-jén már felszentelt pap és kassai plébános volt, június 2-án pedig elnyerte a tapolcai apátságot is.
1699-ben mint a vármegyék ügyeinek rendezésére alakított bizottság tagja, Bécsbe költözött, hol a király június 30-án novii címzetes püspökké s királyi tanácsossá nevezte ki. 1701-ben magyar királyi udvari alkancellár, 1702. augusztus 8-án pedig esztergomi kanonok lett, elhagyva ezzel az egri káptalant, ahol személyi ellentétei támadtak Pethes András nagypréposttal.

## Főpapi karrierje
1702. december 10-én elnyerte a nagyváradi püspökséget és az e méltósággal együtt járó Bihar vármegyei örökös főispánságot. A Rákóczi-szabadságharc idején végig megmarad a király hűségén, fivérei közül csak István és Mihály lett kuruccá. Családi és egyházi birtokait ez idő alatt a kuruc rendi állam  lefoglalta. Részt vett az 1708. évi pozsonyi országgyűlésen, ahol a béke ügyét fölkarolta.
1710. június 1-jén egyszerre pozsonyi préposttá, kalocsai érsekké és utóbbi tisztségéből adódóan Bács vármegyei örökös főispánjává, az egri püspökség és vele a Heves–Külső-Szolnok vármegyei főispánság adminisztrátorává nevezték ki, megtartva egyben a váradi püspökséget is, melyet a török és kuruc idők pusztításai után újjászervezett. Az 1715. évi országgyűlésen az LIX. törvénycikkel kiküldött Rendszeres Bizottság (Systematica Commissio) elnöki tisztét is elnyerte. 1717. július 12-én pedig bíboros lett.
Pozsonyban préposti lakot építtetett és fényes udvart tartott, ahol a társalgási nyelv magyar volt, sőt hivatalos levelezéseit is magyarul vitte. Udvarában két zenekar és énekesek is voltak. 1720-ban 62 darabból álló képtárt vásárolt. Könyvtára leltárának 89. sz. alatt van egy kézirat fölemlítve a jog és igazságról, amely az ő munkája.
1721. április 11-én Bécsből Rómába indult a pápaválasztásra; vele volt öccse, Péter is, aki ezen útjukról naplót vezetett. június 23-án indultak vissza, és július 25-én érkeztek Bécsbe. 1722. július 3-án ő tolmácsolta a király előtt az ország karainak és rendeinek „kívánságát”, hogy a királyságban való örökösödést Magyarországon a női ágra is fogadja el. 1723. június 24-én a szentgotthárdi apát, még abban az évben a helytartótanács tanácsosa, 1724-ben pedig a hétszemélyes tábla bírája lett.
Arcképe rézmetszetben Kolb J. Kristóf munkája, 1717-ből.

## Munkái
- S. Ladislaus bis Rex, sive Hungariae et sui moderator, Josepho I. dicatus, Viennae 1690. in Basilica S. Stephani nomine I. Nationis Hung. panegyrice laudatus. Viennae 1690
- Emblema Caroli VI. Romanorum imper. Tyrnaviae, 1716
- Domus Austriacae Cunae sive… Viennae, 1716
- Carmen genethliacum ad recenter natam Mariam Theresiam principem. Uo. 1717
- Allocutio, quam nomine statuum et ordinum regni diaetaliter congregatorum… suae Majestati Viennae in audientia publica 3. julii 1722. dixit. Posonii, 1722
- Úr teste napi predikáczió, melyet… Debreczen piaczán 1724. mondott. Kassa, 1724
- Horologium principum. Jaurini, 1742
- Egy beszéde: Rede an Carolum VI, womit er denselben im Nahmen der Stände auf den Hungarischen Gränzen empfangen 1713; Lunigs Reden VII. 243. l. c. gyűjteményben jelent meg.